# Clarkston Heights-Vineland
Clarkston Heights-Vineland  est une census-designated place américaine, dans l'État de Washington. 
La population était de 6 323 habitants en 2010.